# Kenansville
Kenansville és una població dels Estats Units i seu del comtat de Duplin a l'estat de Carolina del Nord. Segons el cens del 2000 tenia 1.149 habitants.

## Demografia
Segons el cens del 2000, Kenansville tenia 1.149 habitants, 281 habitatges i 180 famílies. La densitat de població era de 234,7 habitants per km².
Dels 281 habitatges en un 22,4% hi vivien nens de menys de 18 anys, en un 50,2% hi vivien parelles casades, en un 10,7% dones solteres, i en un 35,6% no eren unitats familiars. En el 32,7% dels habitatges hi vivien persones soles el 17,4% de les quals corresponia a persones de 65 anys o més que vivien soles. El nombre mitjà de persones vivint en cada habitatge era de 2,25 i el nombre mitjà de persones que vivien en cada família era de 2,83.
Per edats la població es repartia de la següent manera: un 11,8% tenia menys de 18 anys, un 8,2% entre 18 i 24, un 35,7% entre 25 i 44, un 21,3% de 45 a 60 i un 23% 65 anys o més.
L'edat mediana era de 42 anys. Per cada 100 dones de 18 o més anys hi havia 167,3 homes.
La renda mediana per habitatge era de 36.053 $ i la renda mediana per família de 41.307 $. Els homes tenien una renda mediana de 27.917 $ mentre que les dones 23.021 $. La renda per capita de la població era d'11.933 $. Entorn de l'11,9% de les famílies i el 28,5% de la població estaven per davall del llindar de pobresa.

## Poblacions més properes
El següent diagrama mostra les poblacions més properes.